# اورشلیم ۶۳۱۶۳
سیارک ۶۳۱۶۳ (به انگلیسی: 63163 Jerusalem، نامگذاری:2000YR11) شصت و سه هزار و صد و شصت و سومین سیارک کشف شده‌است که در ۲۳ دسامبر ۲۰۰۰ کشف شد.